# In The Middle Of Nowhere
„In the middle of nowhere“ (в превод В безизходица) е четвъртият студиен албум на Модърн Токинг. записан е през септември 1986 година и излиза на бял свят на 9 ноември. Влиза в класацията директно на 9-о място на 24 ноември, като следващата седмица на 1 декември е изстрелян директно на №1, където прекарва там една седмица и остава още 6 седмици в Топ 10. По продажби придобива платинен статут с продажби само в Германия над 260 000 копия.
Съдържа 10 песни, като две от тях излизат като самостоятелни сингли – Geronimo's cadilac, която е първият сингъл на групата, който за първи път не достига първо място от всички предишни, а остава на трета позиция. Издаден е на 6 октомври 1986 г. Десет дни по-късно влиза в класацията директно на 58-о място. На 3 ноември достига своя връх — почетното 3-то място, където остава 2 седмици и прекарва още 3 седмици в Топ 10. Песента е посветена на американския индиански вожд Джеронимо, живял в началото на 20 век.
След като е покорил върховете на поп класациите вече няколко пъти с дискотечни парчета и след огромния успех на баладата на Крис Норман — Среднощна жена, Дитер Болен решава да пусне и балада като сингъл и на Модърн Токинг. Това е прекрасната Give Me Peace On Earth, която излиза като сингъл заедно с едноименната песен от заглавието на албума In the middle of nowhere, но достига едва до 29-а позиция в чарта. Болен разбира, че Модърн Токинг остават силни само в диско-ритъма, затова повече не си позволява да пусне балада като сингъл през цялата останала история на дуета.
Други песни, които заслужават вниманието ни от албума са „Riding On A White Swan“, „Sweet Little Sheila“, „Lonely Tears In Chinatown“ и „In Shaire“.
Ако трябва да оценим албума по десетобалната система, получава оценка 6.

## Списък с песните
1. „Geronimo’s Cadillac“ – 3:16
2. „Riding On A White Swan“ – 3:52
3. „Give Me Peace On Earth“ – 4:11
4. „Sweet Little Sheila“ – 3:03
5. „Ten Thousand Lonely Drums“ – 3:29
6. „Lonely Tears In Chinatown“ – 3:29
7. „In Shaire“ – 3:42
8. „Stranded In The Middle Of Nowhere“ – 4:29
9. „The Angels Sing In New York City“ – 3:32
10. „Princess Of The Night“ – 3:53